# Boën-sur-Lignon
Boën-sur-Lignon ist eine französische Gemeinde mit 3017 Einwohnern (Stand: 1. Januar 2022) im Département Loire in der Region Auvergne-Rhône-Alpes. Sie gehört zum Arrondissement Montbrison und zum Gemeindeverband Loire Forez Agglomération. Das Bureau centralisateur des gleichnamigen Kantons befindet sich in der Gemeinde. Die Einwohner werden Boënnais und Boënnaises genannt.
Die Gemeinde, die früher lediglich Boën hieß, wurde am 4. August 2012 in Boën-sur-Lignon umbenannt (Angabe laut INSEE).

## Geografie
Boën-sur-Lignon liegt in der Ebene des Forez im Zentralmassiv und gehört auch zum Weinbaugebiet Côtes du Forez. Durch die Gemeinde fließt der Lignon du Forez. Umgeben wird Boën-sur-Lignon von den Nachbargemeinden Saint-Sixte im Norden und Nordwesten, Arthun im Nordosten, Sainte-Agathe-la-Bouteresse im Osten, Trelins im Süden sowie Leigneux im Westen und Südwesten.

## Bevölkerungsentwicklung
| Jahr                       | 1962 | 1968 | 1975 | 1982 | 1990 | 1999 | 2006 | 2017 |
| -------------------------- | ---- | ---- | ---- | ---- | ---- | ---- | ---- | ---- |
| Einwohner                  | 3410 | 3654 | 3766 | 3603 | 3256 | 3112 | 3135 | 3309 |
| Quellen: Cassini und INSEE |      |      |      |      |      |      |      |      |

|  |  |

## Verkehr
Boën hat einen Bahnhof an der Bahnstrecke Clermont-Ferrand–Saint-Just-sur-Loire, der im Regionalverkehr durch einzelne Züge des TER Auvergne-Rhône-Alpes nach Saint-Étienne Châteaucreux bedient wird.
Durch die Gemeinde führt die frühere Route nationale 89 (heutige Départementstraße 1089).

## Sehenswürdigkeiten
- Schloss Boën, im 18. Jahrhundert im italienischen Stil erbaut, Schloss selbst seit 1943 als Monument historique klassifiziert, in weiteren Teilen seit 1989 eingeschrieben, heute Museum
- Pfarrkirche Saint-Jean-Baptiste aus dem 19. Jahrhundert
- Kapelle im Weiler L’Argentière, erbaut 1858
- Pont Terray (Brücke), 1745 als Ersatz einer mittelalterlichen Holzbrücke auf Initiative von Joseh-Marie Terray errichtet

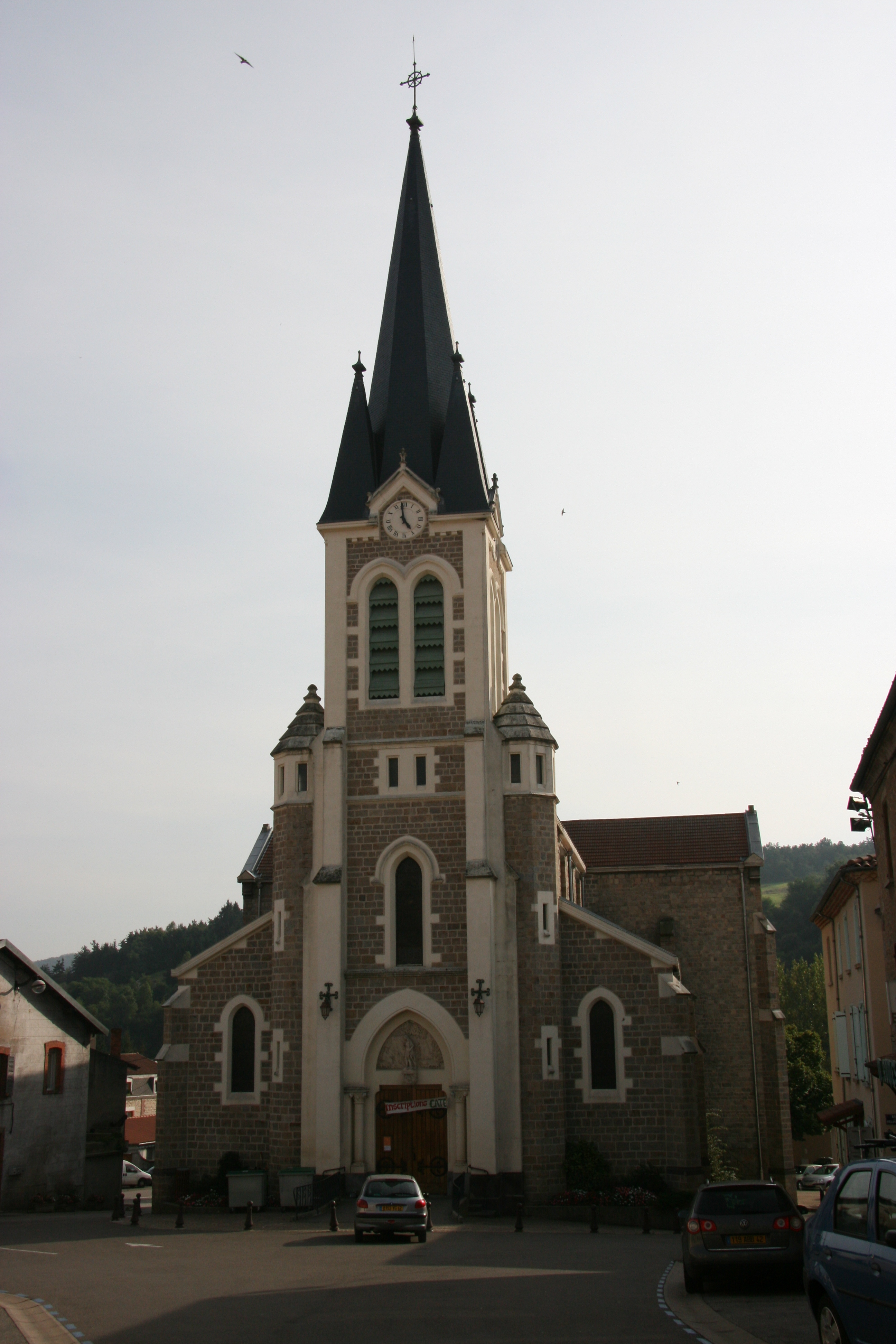
Pfarrkirche Saint-Jean-Baptiste
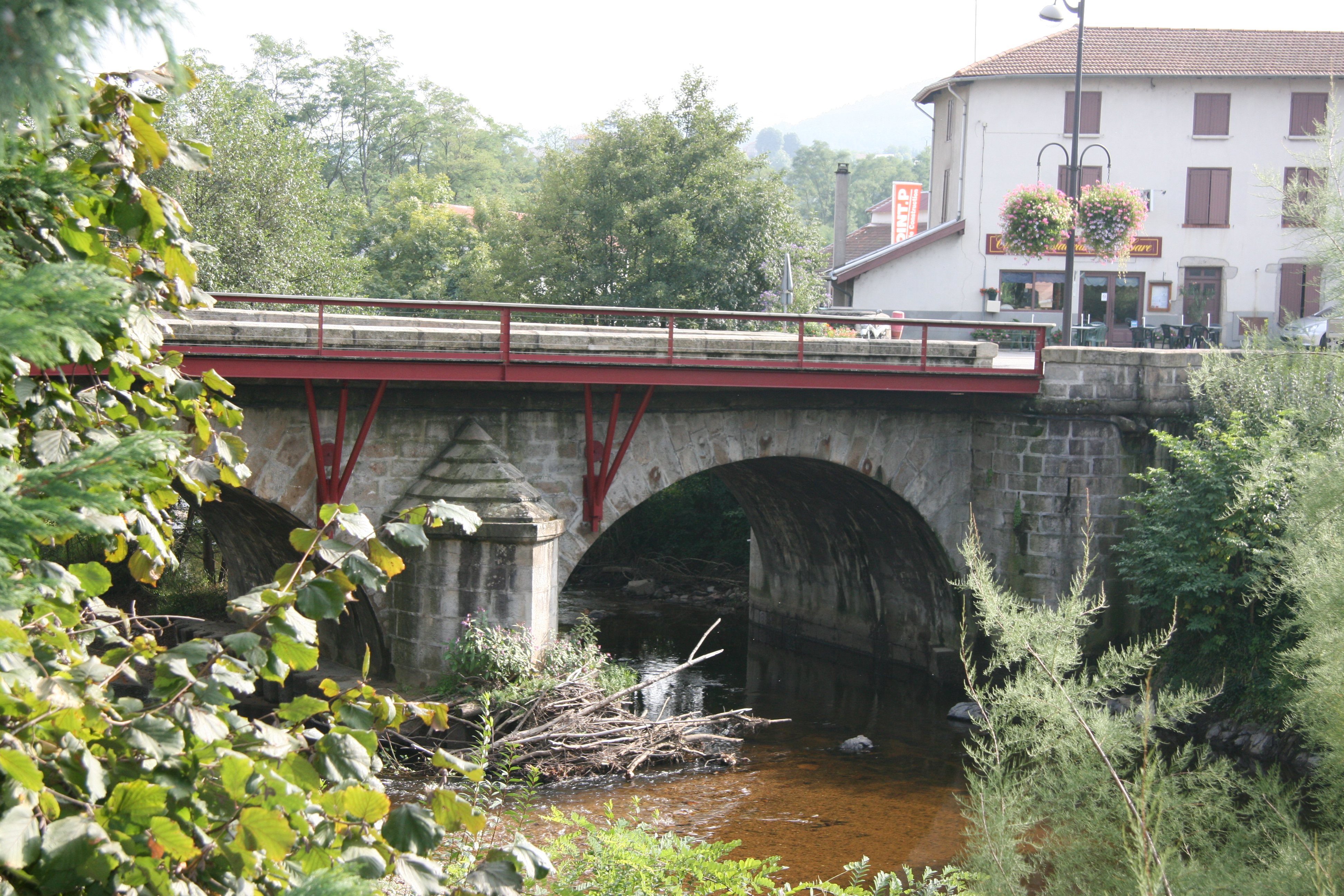
Brücke Terry

## Persönlichkeiten
- Joseph Marie Terray (1715–1778), Priester und Finanzminister von Ludwig XV., geboren in Boën-sur-Lignon
- Gabriel Syveton (1864–1904), Historiker und Politiker, geboren in Boën-sur-Lignon
- Marie-Thérèse d’Alverny (1903–1991), Bibliothekarin und Mediävistin, geboren in Boën-sur-Lignon